# Tony Award/Beste Theaterregie
Der Tony Award für die beste Regie wird seit 1947 vergeben. 1960 wurde der Preis in zwei Kategorien unterteilt und nun getrennt für die beste Theaterregie und für die beste Musicalregie vergeben. Die Preisträger in der Kategorie Musicalregie nach 1960 sind unter Tony Award/Beste Musicalregie aufgeführt.

## 1940–1949
- 1947: Elia Kazan für All My Sons
- 1948: Joshua Logan für Mister Roberts
- 1949: Elia Kazan für Tod eines Handlungsreisenden

## 1950–1959
- 1950: Joshua Logan für South Pacific
- 1951: George S. Kaufman für Guys and Dolls
- 1952: José Ferrer für The Shrike, The Fourposter und Stalag 17
- 1953: Joshua Logan für Picnic
- 1954: Alfred Lunt für Ondine
- 1955: Robert Montgomery. The Desperate Hours
- 1956: Tyrone Guthrie für The Matchmaker
- 1957: Moss Hart für My Fair Lady
- 1958: Vincent J. Donehue für Sunrise At Campobello
- 1959: Elia Kazan für J.B.

## 1960–1969
- 1960: Arthur Penn für Der Weg ins Licht
- 1961: Sir John Gielgud für Big Fish, Little Fish
- 1962: Noel Willman für Thomas Morus
- 1963: Alan Schneider für Wer hat Angst vor Virginia Woolf?
- 1964: Mike Nichols für Barefoot in the Park
- 1965: Mike Nichols für The Odd Couple und Luv
- 1966: Peter Brook für Marat/Sade
- 1967: Peter Hall für The Homecoming
- 1968: Mike Nichols für Plaza Suite
- 1969: Peter Dews für Hadrian VII.

## 1970–1979
- 1970: Joseph Hardy für Child’s Play
- 1971: Peter Brook für Ein Mittsommernachtstraum
- 1972: Mike Nichols für The Prisoner of Second Avenue
- 1973: A.J. Antoon für That Championship Season
- 1974: José Quintero für A Moon for the Misbegotten
- 1975: John Dexter für Equus
- 1976: Ellis Rabb für The Royal Family
- 1977: Gordon Davidson für The Shadow Box
- 1978: Melvin Bernhardt für Da
- 1979: Jack Hofsiss für Der Elefantenmensch

## 1980–1989
- 1980: Vivian Matalon für Morning's at Seven
- 1981: Peter Hall für Amadeus
- 1982: Trevor Nunn/John Caird für The Life and Adventures of Nicholas Nickleby
- 1983: Gene Saks für Brighton Beach Memoirs
- 1984: Mike Nichols für The Real Thing
- 1985: Gene Saks für Biloxi Blues
- 1986: Jerry Zaks für The House of Blue Leaves
- 1987: Lloyd Richards für Fences
- 1988: John Dexter für M. Butterfly
- 1989: Jerry Zaks für Lend Me A Tenor

## 1990–1999
- 1990: Frank Galati für Die Früchte des Zorns
- 1991: Jerry Zaks für Das Leben – Ein Sechserpack
- 1992: Mike Nichols für The Prisoner of Second Avenue
- 1993: George C. Wolfe für Angels in America
- 1994: Stephen Daldry für An Inspector Calls
- 1995: Gerald Gutierrez für The Heiress
- 1996: Gerald Gutierrez für A Delicate Balance
- 1997: Anthony Page für Nora oder ein Puppenheim
- 1998: Garry Hynes für The Beauty Queen of Leenane
- 1999: Robert Falls für Tod eines Handlungsreisenden

## 2000–2009
- 2000: Michael Blakemore für Kopenhagen
- 2001: Daniel Sullivan für Proof
- 2002: Mary Zimmerman für Metamorphoses
- 2003: Joe Mantello für Take Me Out
- 2004: Jack O’Brien für Heinrich IV.
- 2005: Doug Hughes für Doubt
- 2006: Nicholas Hytner für The History Boys
- 2007: Jack O’Brien für The Coast of Utopia
- 2008: Anna D. Shapiro für August: Osage County
- 2009: Matthew Warchus für Der Gott des Gemetzels

## 2010–2019
- 2010: Michael Grandage für Red
- 2011: Marianne Elliott und Tom Morris für War Horse
- 2012: Mike Nichols für Arthur Miller’s Death of a Salesman
- 2013: Pam MacKinnon für Who's Afraid of Virginia Woolf?
- 2014: Kenny Leon für A Raisin in the Sun
- 2015: Marianne Elliott für The Curious Incident of the Dog in the Night-Time
- 2016: Ivo van Hove für A View from the Bridge
- 2017: Rebecca Taichman für Indecent
- 2018: John Tiffany für Harry Potter und das verwunschene Kind
- 2019: Sam Mendes für The Ferryman

## Seit 2020
- 2020/2021: Stephen Daldry für The Inheritance
- 2022: Sam Mendes für The Lehman Trilogy
- 2023: Patrick Marber für Leopoldstadt
- 2024: Daniel Aukin für Stereophonic